# Catostomus bernardini
Catostomus bernardini es una especie de peces de la familia Catostomidae en el orden de los Cypriniformes.

## Morfología
- Los machos pueden llegar alcanzar los 40 cm de longitud total.[2][3]

## Distribución geográfica
Se encuentran en Norteamérica: sureste de Arizona y noroeste de México.